# Nipponomyia kuwanai
Nipponomyia kuwanai är en tvåvingeart som först beskrevs av Alexander 1913.  Nipponomyia kuwanai ingår i släktet Nipponomyia och familjen hårögonharkrankar. Inga underarter finns listade i Catalogue of Life.